# Armando Vezzelli
Armando Vezzelli (Gênes, 29 juillet 1892-Gusen, 4 octobre 1944) est un antifasciste et un des chefs des Arditi del Popolo de Gênes.

## Biographie
Armando Vezzelli fait ses études à Modène où il se diplôme instituteur avant de participer à la Première Guerre mondiale. Il est le délégué de Gênes au congrès socialiste de Livourne et il est parmi les fondateurs du Parti communiste d'Italie. Dans la période de l'entre deux guerres, il exerce son travail d'enseignant à Gênes et il crée le cercle Avanti qui prendra le nom d'Ordine Nuovo (Ordre nouveau). Pendant la période fasciste, il suspend son activité politique pour motifs familiaux sans renoncer à ses idées. Il reprend contact avec le parti communiste et il participe activement à la résistance jusqu'à son arrestation en février 1944.
Il meurt dans le camp de concentration de Gusen après être passé par le camp de transit de Fossoli, hameau de la commune de Carpi et à Mauthausen.
Ivan Fuschini parle d'Armando Vezzeli dans son livre[Lequel ?] consacré à l'étude des Arditi del Popolo, livre préfacé par Arrigo Boldrini.

## Sources
- (it) Cet article est partiellement ou en totalité issu de l’article de Wikipédia en italien intitulé « Armando Vezzelli » (voir la liste des auteurs) du 23/10/2007.